# Ámen
Az ámen (vagy amen) héber eredetű szó, igenlést és kívánást jelent. Jelentése: bizonyosan, igazán, igaz; a kereszténységben a hitvallás befejezésénél a jelentése: úgy van, úgy tartom és vallom; imák végén a jelentése: úgy legyen, teljesüljön.
Nem csupán a kereszténység, hanem az iszlám is átvette a kifejezést, melyet szintén imák végén alkalmaznak.
A szó kiejtése „ámen” – ez a magyaros kiejtés, a legelterjedtebb változat a magyar templomokban, istentiszteleteken. A magyar nyelvhez igazodik, az idegen szó magyaros ejtésének tekinthető, tehát ez a helyes forma magyar környezetben. 
Az „ammen” a német vagy angol hatás eredménye lehet, az angol „amen” [ˈɑː.mən] vagy [ˈeɪ.mən] kiejtéséhez hasonlít. Magyar közösségben ez kiejtési idegenség, bár nem számít hibának.